# Piero Gamba
Piero Gamba, detto Pierino (Roma, 1936 – New York, 30 gennaio 2022), è stato un direttore d'orchestra e pianista italiano.

## Biografia

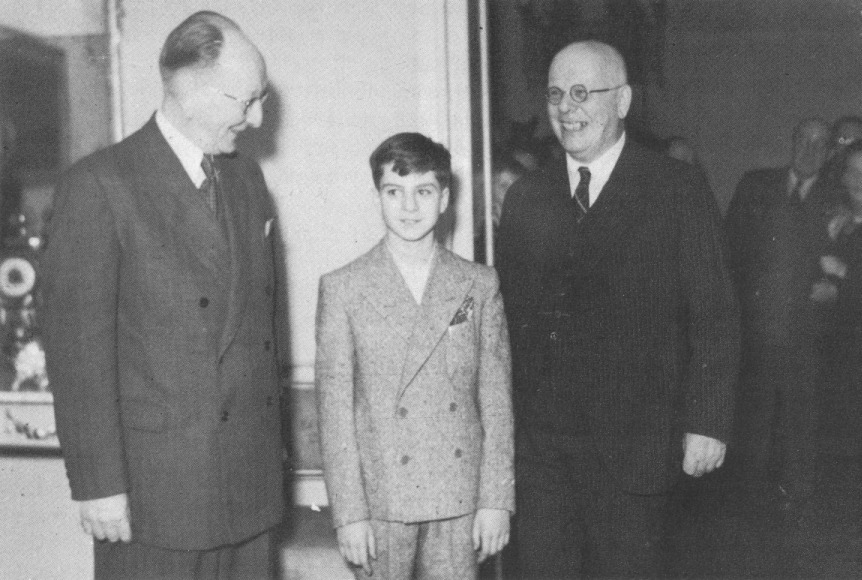
Pierino Gamba durante una sua visita in Finlandia nel 1949, all'età di 12 anni, fotografato fra i musicisti Toivo Haapanen (a sinistra) e Leo Funtek (a destra)

Figlio di un violinista, imparò a suonare il pianoforte già nell'infanzia e a soli 8 anni diresse per la prima volta un'orchestra, quella dell'Accademia di Santa Cecilia a Roma. Nel 1942 fu chiamato a dirigere a Londra. 
Fu protagonista del film semiautobiografico italiano La grande aurora girato  dal 1944 al 1946; Pierino Gamba interpretava un enfant-prodige, chiamato come lui, e che dirigeva con successo un'orchestra sinfonica. La prestazione fu valutata positivamente da James Agee in una recensione pubblicata su The Nation il 27 settembre 1977 e ripubblicata postuma nel 1958.
Vinse l'Arnold Bax Memorial Medal nel 1962. 
Diresse l'Orchestra Sinfonica di Winnipeg dal 1970 al 1981, e in seguito l'Orchestra Sinfonica di Adelaide. Da ultimo fu direttore dell'Orchestra Sinfonica Nazionale dell'Uruguay a due riprese (1994-1995 e 2001-2004).
Visse perlopiù a New York, dove poi morì nel 2022, a 85 anni.